# Sandro Lopopolo
Sandro Lopopolo (Milano, 18 dicembre 1939 – Milano, 26 aprile 2014) è stato un pugile italiano.
Fu medaglia d'argento alle Olimpiadi di Roma del 1960, nei pesi leggeri e Campione del mondo dei superleggeri (1966-1967).

## Biografia
Lopopolo nacque a Milano da immigrati di Bisceglie, in Puglia.

### Carriera nei dilettanti
Fu Campione italiano dilettanti, nei pesi piuma, a Milano, nel 1959. L'anno successivo, a Torino, fu eliminato nei quarti di finale del torneo dei pesi leggeri da Franco Brondi. Si rifece, eliminando il rivale alle selezioni per rappresentare l'Italia alle Olimpiadi di Roma del 1960. 
Ai giochi olimpici, giunse in finale nei leggeri, battendo l'indonesiano John Balang, il sudafricano Johannes Steyn, l'irlandese Daniel O' Brien, lo statunitense Harry Campbell e l'argentino Abel Laudonio, vincitore dei Giochi Panamericani 1959. Cedette in finale al più esperto polacco Kazimierz Paździor, conquistando la medaglia d'argento.
In totale, nella categoria dilettanti, combatté 58 volte, con 50 vittorie, due pareggi e sei sconfitte.

### Carriera nei professionisti
Divenne professionista nel 1961, nella scuderia di Steve Klaus. Dopo 31 incontri senza sconfitte (con tre pari e un no contest), fu designato per l'assegnazione del titolo italiano dell'istituenda categoria dei superleggeri. Il 28 novembre 1963 si aggiudicò la cintura, battendo ai punti in dodici riprese Franco Caruso. 
Difese vittoriosamente il titolo contro Giordano Campari e Massimo Consolati, sempre ai punti. Nel dicembre 1963, a Milano, batté ai punti il cubano Doug Vaillant, già sfidante di Carlos Ortiz per il titolo mondiale dei pesi leggeri.
Il 24 settembre 1964, a Treviso, Lopopolo accettò la sfida dell'aretino Piero Brandi per il titolo italiano. Di fronte a un pubblico completamente dalla parte dello sfidante, Lopopolo, come sua abitudine, fece il minimo per prevalere ma fu punito da un verdetto favorevole allo sfidante per due-tre punti. Subì così la sua prima sconfitta e perse la cintura italiana. Riconquistò il titolo nel match di rivincita a Genova, il 13 marzo dell'anno successivo, per abbandono di Brandi all'8º round.
Il 17 luglio 1965, a Santa Cruz de Tenerife, fallì il suo primo tentativo di conquistare la cintura europea, sconfitto ai punti in 15 riprese dal campione locale, Juan Sombrita Albornoz. Chiuse l'anno con una nuova vittoriosa difesa del titolo italiano, il 14 dicembre ad Ascoli, battendo ai punti Romano Bianchi.
Il 29 aprile 1966 sfidò il campione mondiale, il venezuelano Carlos Hernández, che aveva conquistato il titolo battendo nientemeno che Eddie Perkins, il grande avversario di Duilio Loi. Al Palazzo dello Sport di Roma, Lopopolo vinse ai punti, conquistando così il titolo assoluto della categoria. Fu il settimo italiano a diventare Campione del mondo di pugilato, dopo Primo Carnera, Mario D'Agata, Duilio Loi, Sandro Mazzinghi, Nino Benvenuti e Salvatore Burruni. 
L'incontro non fu a senso unico. Lopopolo già leggermente ferito alla prima ripresa da una testata, ribatté colpo su colpo agli attacchi dell'avversario, innervosendolo. La settima ripresa fu nettamente vinta dal milanese e, successivamente, il campione del mondo fu richiamato ufficialmente per scorrettezze. All'ultima ripresa, pur molto stanco, Hernández fece appello all'orgoglio e mandò al tappeto l'italiano che, però si rialzò prontamente e terminò l'incontro. I due giudici videro Lopopolo vittorioso per tre punti, mentre l'arbitro spagnolo si espresse per il pari. 

Sandro Lopopolo batte Carlos Hernández e conquista il titolo mondiale dei superleggeri

Perse poi ai punti due match non validi per il titolo, in Sudamerica. Il primo a Caracas, contro l'altro venezuelano Vicente Rivas; il secondo a Buenos Aires con il futuro campione mondiale WBA, l'italoargentino Nicolino Locche.
Il 21 ottobre 1966, al Palasport di Roma, difese vittoriosamente la cintura mondiale sconfiggendo il temibile Vicente Rivas per Kot all'ottava ripresa di fronte a quasi quindicimila spettatori. Dopo sei riprese monotone, accelerò improvvisamente la sua azione frastornando l'avversario che, nell'intervallo fra il 7º e l'8º round decise di abbandonare.
Il 30 aprile 1967 accettò la borsa di 25 milioni per mettere in palio il titolo di fronte al nippoamericano Takeshi Fuji, sul ring del Ryōgoku Kokugikan di Tokyo. Dopo aver vinto la prima ripresa, Lopopolo fu colpito da un gancio secco al mento e finì al tappeto. Si rialzò ma fu atterrato altre due volte nella stessa ripresa. Perse il titolo per KO al minuto 2:33 del 2º round.
Proseguì l'attività fino al 1973. Nel 1969 batté ai punti a Milano l'ex campione europeo Olli Mäki. Conseguì numerose vittorie ma fallì due tentativi di conquistare il titolo europeo dei superleggeri che, in entrambi i casi era vacante. Il 22 aprile 1970, a Montecatini, perse ai punti da René Roque; il 28 febbraio 1972, a Parigi, dall'altro francese Roger Zami, sempre ai punti. 
Il 22 marzo 1971, sempre a Parigi, combatté nei welter battendo ai punti in dieci riprese l'idolo locale Roger Menetrey, un picchiatore che vantava 39 vittorie prima del limite su 42. Il 9 dicembre dello stesso anno, a Grenoble, tentò di conquistare la cintura europea della superiore categoria, di cui era venuto in possesso proprio Menetrey, ma il suo sogno s'infranse perdendo per Kot alla tredicesima ripresa. 
Chiuse l'attività pugilistica con 59 vittorie (21 prima del limite, 7 pari e 10 sconfitte (2 prima del limite), su 77 combattimenti disputati.

### Caratteristiche tecniche
Mancino, Lopopolo praticava una boxe più tecnica che spettacolare, accettando i rischi con estrema parsimonia. Centellinava le sue apparizioni sul ring e preparava gli incontri con estrema accuratezza e meticolosità. Per tale motivo fu definito un pugile "sintetico" e non raggiunse mai la popolarità di un Loi, un Benvenuti o un Mazzinghi. Ciononostante, durante la sua carriera, non mancò di esibirsi in alcuni fiacchi e abulici match che si conclusero in sconcertanti sconfitte.

### Vita privata
Lopopolo sposò la fidanzata Ida Antonelli nel novembre 1965 e nel 1966 nacque Stefano, il primo di tre figli. Nel 1968 nacque Vanessa, la secondogenita e nel 1972 Nicoletta. 
È morto a settantaquattro anni di età nella città natia. Le sue ceneri sono custodite al Cimitero Monumentale di Milano, nell’edicola F superiore di levante, dedicata ai cittadini illustri e benemeriti.

### Riconoscimenti
Gli fu conferita l'onorificenza di "Cavaliere dello Sport"; negli ultimi anni di vita gli fu altresì riconosciuto un vitalizio ai sensi della legge Onesti.
L'8 novembre 2014 fu intitolato alla sua memoria, nel quartiere milanese di provenienza di Quarto Oggiaro, il Centro Aggregativo Multifunzionale.